# Dekanat Karsznice
Dekanat karsznicki – nieistniejący dekanat archidiecezji łódzkiej. Jego siedzibą była Zduńska Wola – parafia Najświętszego Serca Pana Jezusa.
W skład dekanatu wchodziło 6 parafii:
- Parafia św. Stanisława Biskupa i św. Mikołaja Biskupa w Borszewicach
- Parafia Wniebowzięcia Najświętszej Maryi Panny w Marzeninie
- Parafia Najświętszej Maryi Panny Matki Kościoła w Okupie Wielkim
- Parafia Najświętszego Serca Jezusowego w Wiewiórczynie
- Parafia świętej Anny we Wrzeszczewicach
- Parafia Najświętszego Serca Pana Jezusa w Zduńskiej Woli - Karsznicach